# 阿費爾特朗根

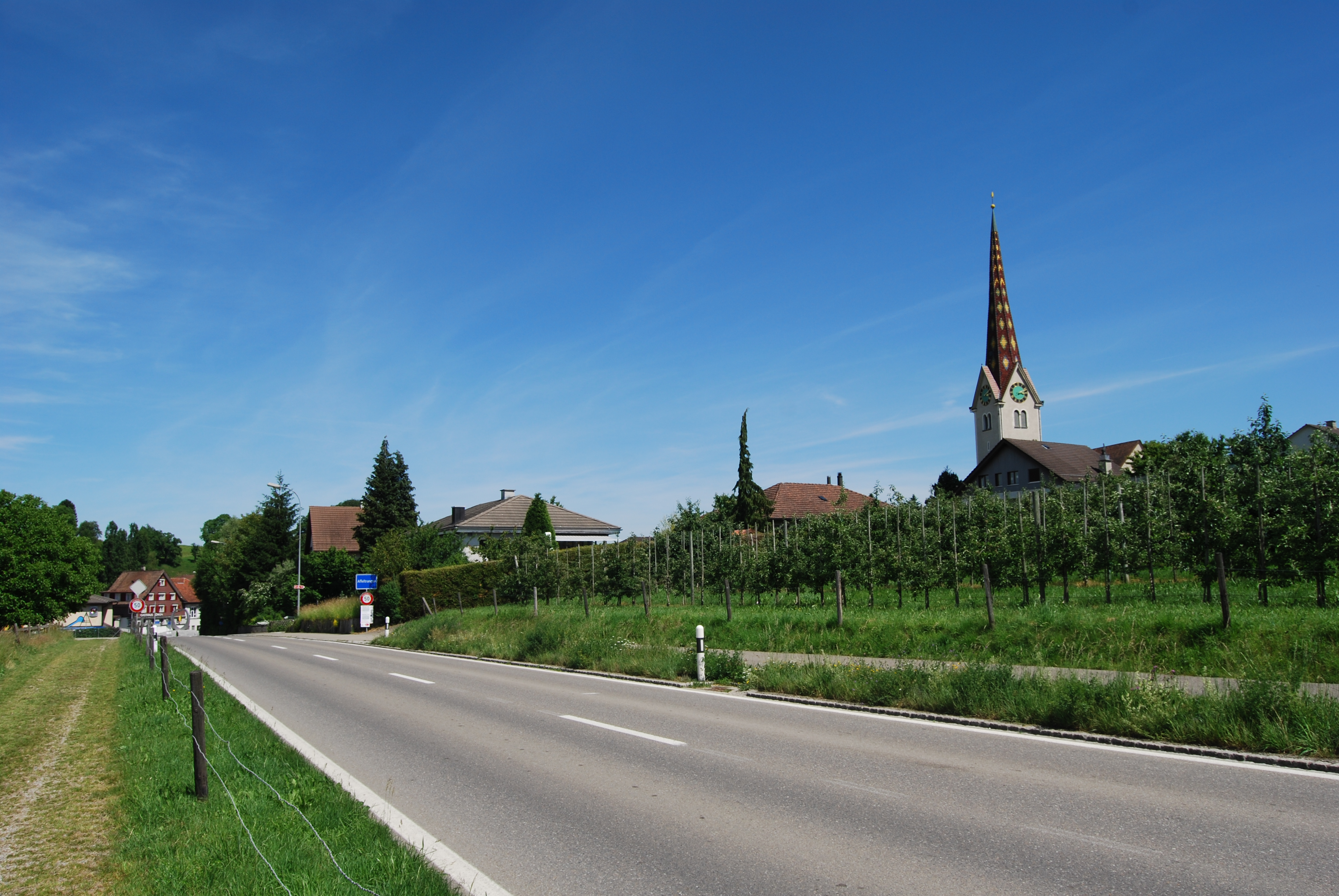

阿費爾特朗根是瑞士的城鎮，位於該國東北部，由圖爾高州負責管轄，面積14.42平方公里，海拔高度489米，2012年人口2,383，四成半人口信奉基督教，人口密度每平方公里165人。